# Testimone d'accusa (opera teatrale)
Testimone d'accusa (Witness for the Prosecution) è un'opera teatrale di Agatha Christie, che debuttò a Nottingham nel 1953 e fu riadattata dalla stessa Christie dal suo racconto omonimo del 1925.

## Trama
Leonard Vole viene arrestato per l'omicidio dell'anziana e benestante Emily French. Ignara che Vole fosse sposato, Emily lo aveva nominato suo principale erede, un fatto che ha attirato su di lui i sospetti degli inquirenti. Quando sua moglie, l'austriaca Romaine, accetta di testimoniare, invece di muoversi in sua difesa si rivela essere un testimone chiave dell'accusa. In realtà, la sua testimonianza fa parte di un complicato piano per far assolvere Vole. Prima, infatti, la moglie fornisce all'accusa delle prove per la colpevolezza di Vole, poi crea nuovi indizi che discreditano le proprie dichiarazioni. Alla fine Vole viene assolto ma, si scopre, ha commesso davvero il delitto per cui era stato portato a processo.

## Storia degli allestimenti
Dopo alcune repliche di rodaggio a Nottingham, Testimone d'accusa fece il suo esordio sulle scene londinesi al Winter Garden Theatre il 28 ottobre 1953, prodotto da Peter Saunders e diretto da Wallaxce Douglas. Il dramma ricevette recensioni entusiaste: il Times lodò il colpo di scena finale e le interpretazioni degli attori e anche The Observer si unì alle lodi del doppio finale della pièce, quello del processo e quello fuori dall'aula del tribunale.
Il debutto a Broadway avvenne un anno più tardi, con la prima fissata per il 16 dicembre 1954 all'Henry Miller's Theatre. Patricia Jessel nel ruolo di Romaine fu l'unico membro del cast originale di Londra a tornare a ricoprire la propria parte a Broadway, con tale successo da vincere il Tony Award alla miglior attrice non protagonista in un'opera teatrale. Accanto a lei nel cast recitavano anche Francis L. Sullivan nel ruolo di Sir Wilfred Robarts - anche lui premiato con il Tony Award, al miglior attore non protagonista - e Una O'Connor nella parte di Janet MacKenzie, in un nutrito cast che comprendeva oltre trenta attori. Testimone d'accusa ottenne un grande successo di pubblico a New York e rimase in cartellone per 654 rappresentazioni fino al 30 giugno 1956, vincendo inoltre l'Edgar Award alla migliore opera teatrale.
Nell'ottobre del 2017 un nuovo revival di Testimone d'accusa è stato portato in scena a Londra con recensioni molto positive. Particolarmente lodata fu la scelta della location, County Hall, che in quanto strutturato come una vera aula di tribunale creava un ambiente particolarmente realistico e suggestivo per il pubblico, che sedeva guardando la pièce come se fosse un autentico processo e con posti riservati per gli spettatori anche nel banco dei giurati. Questo revival ottenne un grande successo di pubblico, tanto da rimanere in scena ininterrottamente fino al marzo 2020, quando la Pandemia di COVID-19 del 2019-2021 costrinse la chiusura dei teatri londinesi.

## Adattamento cinematografico
Nel 1957 Billy Wilder diresse un omonimo adattamento cinematografico dell'opera, più fedele al testo teatrale che al racconto originale. Una O'Connor tornò a interpretare il ruolo già ricoperto a Broadway e il film ottenne un buon successo di critica e pubblico, ricevendo sei candidature ai Premi Oscar, tra cui miglior film.
Un adattamento televisivo della pièce è stato realizzato nel 1982, diretto da Alan Gibson e interpretato da un cast prestigioso che comprendeva Ralph Richardson, Deborah Kerr, Diana Rigg e Wendy Hiller.

## Edizioni italiane
- Agatha Christie, Tutto il teatro, traduzione di Edoardo Ebra, Oscar Mondadori, 2014,  p. 1350.